# Raalte (gemeente)
Raalte is een gemeente in de Nederlandse provincie Overijssel in het centrum van Salland. De gemeente telt 38.364 inwoners (22 november 2024, bron: CBS) en heeft een oppervlakte van 172,54 km² (waarvan 0,41 km² water).

## Geografie
De gemeente Raalte is gelegen in het westen van de provincie Overijssel en beslaat een oppervlakte van ongeveer 175 km². Het is een landelijke gemeente met diverse kleine kernen en een groter centrum in het gelijknamige Raalte.
De gemeente wordt begrensd door de gemeenten Ommen, Dalfsen, Zwolle, Olst-Wijhe, Deventer en Hellendoorn. Het landschap van is divers en kenmerkt zich door bossen, heidevelden, landbouwgronden, een van de Overijsselse kanalen en veel weteringen.
De plaats Raalte ligt op een hoogte van ongeveer 9 meter boven NAP, terwijl de hoogteverschillen in de rest van de gemeente variëren van 2 tot 30 meter boven NAP. Het hoogste punt is te vinden in het oosten, nabij de grens met de gemeente Hellendoorn.

### Kernen
De gemeente bestaat uit de volgende kernen:
| Woonplaats (BAG) | Inwoners 2023 |
| ---------------- | ------------- |
| Broekland        | 1.205         |
| Heeten           | 3.715         |
| Heino            | 7.315         |
| Laag Zuthem      | 705           |
| Lierderholthuis  | 460           |
| Luttenberg       | 2.250         |
| Mariënheem       | 1.505         |
| Nieuw Heeten     | 1.245         |
| Raalte           | 20.105        |

### Aangrenzende gemeenten
| Aangrenzende gemeenten | Aangrenzende gemeenten | Aangrenzende gemeenten | Aangrenzende gemeenten | Aangrenzende gemeenten |
| ---------------------- | ---------------------- | ---------------------- | ---------------------- | ---------------------- |
| Zwolle                 |                        | Dalfsen                |                        | Ommen                  |
|                        |                        |                        |                        |                        |
| Olst-Wijhe             | Hellendoorn            |                        |                        |                        |
|                        |                        |                        |                        |                        |
|                        |                        | Deventer               |                        | Rijssen-Holten         |

## Politiek
Tot 2001 was de lokale politiek in Raalte gedomineerd door de KVP en haar opvolger, het CDA. In dat jaar vond er echter een politieke aardverschuiving plaats, toen de lokale partij GemeenteBelangen Raalte (GB) bij de gemeenteraadsverkiezingen de grootste partij werd en daarmee de macht overnam. Deze partij bleef tot 2010 de grootste partij in de gemeenteraad en leverde gedurende die periode verschillende wethouders.
Bij de gemeenteraadsverkiezingen van 2010 verloor GB haar positie als grootste partij aan het CDA, dat samen met de PvdA en GemeenteBelangen een coalitie vormde. Bij de verkiezingen van 2018 kwam de lokale partij BurgerBelangen als grote winnaar uit de bus. In 2018 kwamen het CDA, GemeenteBelangen en de VVD aan de macht.
Bij de verkiezingen van 2022 bleef GemeenteBelangen net de grootste partij, echter vormde BurgerBelangen met CDA en VVD een coalitie.
De gemeenteraad van Raalte telt 25 zetels. Hieronder de behaalde zetels per partij bij de gemeenteraadsverkiezingen sinds 2000:
| Partij                  | 2000 | 2006 | 2010 | 2014  | 2018 | 2022 |
| ----------------------- | ---- | ---- | ---- | ----- | ---- | ---- |
| GemeenteBelangen Raalte | 5    | 6    | 7    | 7     | 7    | 7    |
| BurgerBelangen 0572     |      |      |      | [ c ] | 4    | 7    |
| CDA                     | 11   | 8    | 9    | 7     | 6    | 5    |
| VVD                     | 2    | 3    | 3    | 4     | 3    | 3    |
| GroenLinks              |      |      |      |       | 1    | 1    |
| D66                     |      |      | 1    | 2     | 1    | 1    |
| PvdA                    | 2    | 4    | 2    | 1     | 1    | 1    |
| Lokaal Alternatief      |      | 1    | 1    | 2     | 2    |      |
| SP                      | 1    | 3    | 2    | 2     |      |      |
| Gemeentebelangen Heino  | 3    |      |      |       |      |      |
| Lijst Holtmaat          | 1    |      |      |       |      |      |
| Totaal                  | 25   | 25   | 25   | 25    | 25   | 25   |

## Natuur

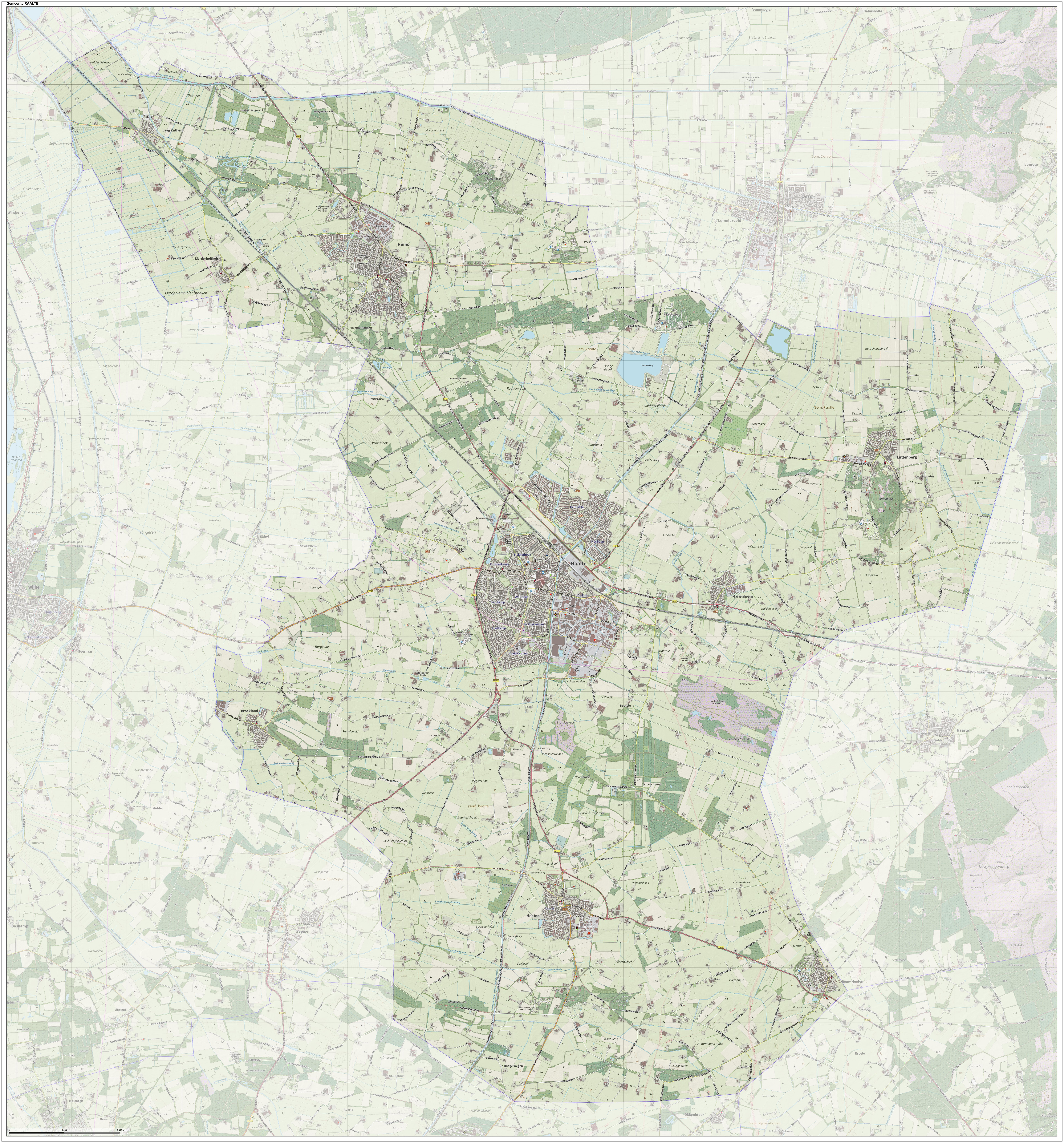
Topografische gemeentekaart van Raalte
(Klik voor vergroting)

- Nationaal Park De Sallandse Heuvelrug - bossen, heidevelden, zandverstuivingen.
- Boetelerveld - hoogveenlandschap met zeldzame planten- en diersoorten.
- Het Reelaer - bos- en weidelandschap met een historische landgoedkern.
- Luttenberg - heuvelachtig gebied met bossen en heidevelden.
- Nijreesberg - stuwwal met loof- en naaldbos en graslanden.
- Veldhuizen - afwisselend landschap met bossen, weilanden en waterpartijen.
- Het Almelose Kanaal - waterweg met bijbehorende oevers en begroeiing.
- De IJssel - rivier met uiterwaarden en riviernatuur.
- Het Boeteler- en Eerderbos - bosrijk gebied met heidevelden en akkers.
- Hellendoornse Berg - heuvelachtig natuurgebied met bossen en heidevelden.
- De Blikken - gebied met bos, weilanden en een recreatieplas.
- De Velner Kolk - waterrijk gebied met moeras en rietvelden.
- De Horte - landgoed met bos, weilanden en een vijver.

Het Eerde - bosrijk gebied met heidevelden en historische landgoederen.
- De Witte Peal - natuurgebied met bos, heidevelden en een vennetje.
- De Bolderhoek - natuurgebied met bos, weilanden en een meanderende beek.
- De Liederholthuiserveld - gebied met weilanden, houtwallen en een ven.
- Het Ramele - bos- en weidelandschap met historische boerderijen.
- Het Katerveerpark - parkachtig gebied met waterpartijen en wandelpaden.
- Het Kruisvoorderheide - heideveld met bossen en een ven

## Cultuur

### Bezienswaardigheden
- Basiliek van de Heilige Kruisverheffing
- Plaskerk
- Overesch, de enige Amerikaanse windmotor in de provincie Overijssel
- Kasteel het Nijenhuis, kasteel nabij Heino
- Landgoederen 't Rozendael, Den Alerdinck, Colckhof en De Gunne
- Molen van Fakkert: een oude windmolen uit 1847 die nog steeds in bedrijf is en regelmatig open is voor bezichtiging.
- Landgoed Gerner: een prachtig landgoed met een parkbos, een kasteelboerderij en een visvijver. Het landgoed is vrij toegankelijk en er zijn diverse wandelroutes uitgezet.
- De Laarman: een boerderijmuseum waar bezoekers kunnen zien hoe het boerenleven er vroeger uitzag. Er zijn diverse tentoonstellingen en activiteiten te vinden.
- Zie de lijst van beelden in Raalte voor in de gemeente geplaatste kunstwerken

### Monumenten
In de gemeente zijn er een aantal rijksmonumenten, gemeentelijke monumenten en oorlogsmonumenten, zie:
- Lijst van rijksmonumenten in Raalte (gemeente)
- Lijst van gemeentelijke monumenten in Raalte
- Lijst van oorlogsmonumenten in Raalte

## Verkeer en vervoer
Raalte ligt op de kruising van de N35 (Zwolle - Enschede) en de N348 (Deventer - Ommen). Even ten zuiden takt de N332 af naar Holten en Lochem. Verder verbindt de N756 Raalte met Wijhe. De sprinter Zwolle - Enschede stopt tweemaal per uur per richting in zowel station Raalte als Heino. Daarnaast stopt er op werkdagen 1 keer per uur een intercity op station Raalte voor de richting Enschede en Zwolle. Eerder was er een spoorlijn Deventer - Ommen met enkele haltes in deze gemeente. Er zijn verschillende busverbindingen naar Zwolle, Deventer en Lemelerveld. Een buurtbus verzorgt vanaf treinstation Raalte de verbindingen naar Broekland, Olst, Nijverdal en Wijhe. Verder ligt Raalte langs het Overijssels Kanaal, maar dit kanaal is niet meer voor reguliere scheepvaart toegankelijk.
Daarnaast zijn er ook verschillende fietsroutes die door Raalte lopen, waaronder de Sallandse Heuvelrugroute en de LF3 Hanzeroute. Ook zijn er diverse wandelroutes te vinden in de omgeving, zoals het Overijssels Havezatenpad en het Marskramerpad.
Raalte heeft een centrale ligging in de provincie Overijssel en is daardoor goed bereikbaar met zowel de auto als het openbaar vervoer. Het treinstation Raalte is een belangrijk knooppunt voor treinreizigers en biedt goede verbindingen naar steden als Zwolle, Deventer en Enschede. De diverse busverbindingen maken het mogelijk om ook de omliggende dorpen en steden te bereiken. De aanwezigheid van diverse fiets- en wandelroutes maakt Raalte ook een populaire bestemming voor actieve vakantiegangers en dagjesmensen die de prachtige omgeving willen verkennen.